# 西澳大利亚州
西澳大利亚州（英語：Western Australia，缩写为），簡稱西澳，是澳大利亚联邦的州，位於澳大利亚西部，今劃分為142個地方政府區域，幅員廣達2,525,500平方公里，佔全國總面積1/3，是澳洲面積最廣大之州，亦全球面積僅次於俄羅斯薩哈（雅庫特）共和國的最大一級行政區。由於內陸有三大沙漠區，人口僅有277萬（截至2022年3月），約佔全澳總人口的1/10。
西澳州的首府及最大城市是珀斯。该州採用UTC+8時區，與東亞大多數國家的時區相近。但西澳於2006年12月3日起，在夏季期間試行為期三年的夏令時間，爾後經州內公民投票而取消。
雖然西澳離東岸的主要地區較為遙遠，然而由於濱臨印度洋，與印度、印尼、新加坡、馬來西亞、泰國等南亞及東南亞國家相當接近，因此州府亦可視為澳洲與東南亞、南亞、非洲、中東展開合作關係的橋頭堡，加上地大资源多，发展潜力相当大。也由于位置的关系，首府珀斯是許多東南亞、南亞及印度洋島國富人或學子常來渡假和留學的地方。而珀斯更在2004年膺選為「全球最宜居城市」的第五名，在全澳僅次於墨爾本。目前伯斯都會區人口約205萬人，為澳洲第四大都市并持续发展中，澳洲政府預估在2028年將會超越布里斯本成為全澳第三大城。

## 歷史
- 在西方人發現澳洲之前，澳洲原住民已在西澳生活約四萬年了。
- 1616年，有荷蘭航海家首次踏上西澳沿岸（之前來自印尼蘇拉威西島的望加錫人已到此採集海參），西澳一帶於是被命名為新荷蘭。
- 1829年，英國人在本州建立起澳洲第一個新移民區—天鵝河殖民地。
- 1886年，西澳發現了金礦，開啟了西澳經濟的革新和自治運動。
- 1897年，珀斯新港口建設完成後，經濟發展迅速
- 1901年，西澳加入了新成立的澳大利亞聯邦。

目前西澳人口有2,118,500（2007年澳洲統計局資料），超過七成的居民住在珀斯，由於1890年發現黃金而迅速發展起來。澳洲政府及西澳的大學皆將珀斯定位成與東南亞、非洲及中東的外交、教育暨經貿窗口；現為西澳最主要的工業中心暨礦產加工出口區。

## 政府體制

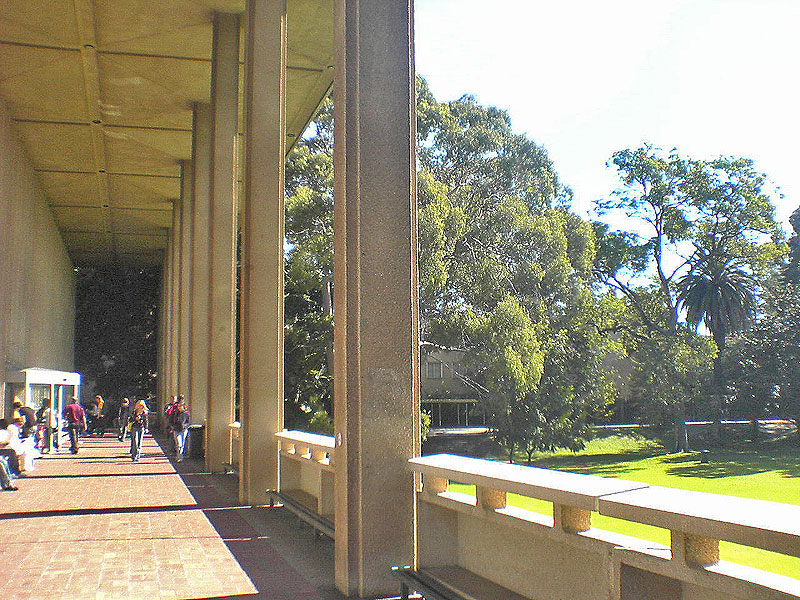
西澳大學總圖書館外的大長廊

澳洲君主查理斯三世是州的元首，並由西澳州總督作為其代表。但作為君主立憲制，州內部實權按慣例由其兩級立法議會決定，即議會現時最大黨工黨為執政黨，其州州長（現由馬克·麥高文任）及他所領導的內閣也就來自工黨。全國性的事務則交由聯邦議會和政府行使。

## 地理
西澳洲的氣候主要是沙漠形，西南一角則是地中海氣候，其與世隔絕的環境孕育獨特生態。西澳洲首府及最大的城市是珀斯，位於西南岸，境內的河流有菲茨羅伊河、福特斯庫河、艾許伯頓河、加斯科因河等。

## 地質
西澳州是研究古生物學和地質學的理想地點—長期超穩定的大陸核構造保存了全球數一數二古老的岩石（逾三十億年歷史），當地更曾出土疑似最古老的生命痕跡，亦於鯊魚灣孕育著被譽為活化石的疊層岩。這也為當地帶來極豐富礦產，主要有鐵礦、石油和金礦，並於2019-20年度構成全國近半出口收入。但古老貧瘠的岩質和乾旱氣候也使其不宜發展農業。在當地開墾的人須大量投資在肥料和水資源。

### 城市
- 珀斯（Perth，首府）：位於南緯31度52分48秒，東經115度52分58秒，206.47萬人
- 奧班尼（Albany）：位於珀斯以南408公里，2.22萬人
- 布魯姆（Broome）：位於珀斯以北2,100公里，1.4萬人（但在旅遊旺季，人口增至約3萬）
- 班伯利（Bunbury）：位於珀斯以南175公里，5.9萬人
- 費利曼圖（Fremantle）：位於珀斯以南19公里，2.5萬人
- 傑洛頓（Geraldton）：位於珀斯以北424公里，3.4萬人
- 卡古利（Kalgoorlie）：位於珀斯以東北600公里，3.07萬人
- 曼杜拉（Mandurah）：位於珀斯以南72公里，7.3萬人
- 黑德蘭港（Port Hedland）：位於珀斯以北1,322公里，1.27萬人
- 紐曼（英语：Newman, Western Australia）（Newman）：位於珀斯以北1,178公里
- 赫特河公國

### 都会区
| 排名 | 都会区名稱          | 2016人口  |
| ---- | ------------------- | --------- |
| 1    | 珀斯 SUA            | 1,907,833 |
| 2    | 班伯利 SUA          | 72,402    |
| 3    | 巴瑟尔顿 SUA        | 36,616    |
| 4    | 杰拉尔顿 SUA        | 37,432    |
| 5    | 奥尔巴尼 SUA        | 33,145    |
| 6    | 卡尔古利-博尔德 SUA | 29,873    |
| 7    | 卡拉萨 SUA          | 15,828    |
| 8    | 布鲁姆 SUA          | 13,984    |
| 9    | 黑德兰港 SUA        | 13,828    |
| 10   | 埃斯佩兰斯 SUA      | 12,107    |
| 11   | 扬切普 SUA          | 11,855    |

## 教育
西澳的教育制度自學齡前的啟蒙教育為開端，6歲起進入為時6年的初級教育學校。12歲時，進入為期6年的二級教育學校（中学）。中学最後2年，自2008年起州政府要求皆必須完成方允畢業。爾後畢業生可依照學習成績和志向，選擇前往三級教育機構（包括技術職業學院與大學）就讀。

### 高等教育
本州目前有4所國立大學、1所國際性的私立高等學府－澳大利亞聖母大學。
下列即是西澳大利亞州內所有大學之校址和校內相關簡介：
| 中文校名／官網                              | 英文校名                                    | 創校／格年份   | 學生人數／簡介                                                    |
| 西澳大學首頁（页面存档备份，存于）          | University of Western Australia（UWA）      | 1911年         | 17,400名／西澳學術研究成就最卓越的學府，商學院排名第17名          |
| 科廷大學首頁（页面存档备份，存于）          | Curtin University                           | 1967年／1986年 | 38,600名／西澳最著重實務教學且國際學生最眾的大學，商學院排名第6名 |
| 梅鐸大學首頁（页面存档备份，存于）          | Murdoch University                          | 1975年         | 13,000名／擁有西澳最富盛名的動物醫學系所，商學院排名第26名        |
| 伊迪斯科文大學首頁（页面存档备份，存于）    | Edith Cowan University（ECU）               | 1902年／1991年 | 23,700名／澳洲唯一與IBM有合作關係的學府，商學院排名第10名         |
| 澳大利亞聖母大學首頁 （页面存档备份，存于） | University of Notre Dame, Australia（UNDA） | 1992年         | 未明／未明                                                        |